# Is Everybody Listening?
Is Everybody Listening? è un album dal vivo del gruppo musicale britannico Supertramp, pubblicato nel 2001 ma registrato nel 1975.

## Tracce
1. School – 6:17
2. Bloody Well Right – 6:50
3. Hide in Your Shell – 6:52
4. Asylum – 7:05
5. Sister Moonshine – 5:21
6. Just a Normal Day – 4:09
7. Another Man's Woman – 7:47
8. Lady – 8:58
9. Dreamer – 3:30
10. Rudy – 7:25
11. If Everyone Was Listening – 4:35
12. Crime of the Century – 6:08

## Formazione
- Rick Davies – tastiera, voce
- John Helliwell – sassofono, clarinetto, tastiera, voce
- Roger Hodgson – chitarra, tastiera, voce
- Bob Siebenberg (aka Bob C. Benberg) – percussioni, batteria
- Dougie Thomson – basso, cori